# Anoplophora medenbachii
Anoplophora medenbachii es una especie de escarabajo longicornio del género Anoplophora, subfamilia Lamiinae. Fue descrita científicamente por Ritsema en 1881.
Se distribuye por Indonesia, Tailandia y Malasia. Mide 24-40 milímetros de longitud. El período de vuelo de esta especie ocurre únicamente en el mes de marzo.